# Boufflers
Boufflers (picardisch:  Bouflèr) ist eine nordfranzösische Gemeinde mit 115 Einwohnern (Stand 1. Januar 2022) im Département Somme in der Region Hauts-de-France. Die Gemeinde liegt im Arrondissement Abbeville und ist Teil der Communauté de communes Ponthieu-Marquenterre und des Kantons Rue.

## Geographie
Die Gemeinde (mit der Häusergruppe Le Bout-de-Noyle im Osten) liegt am linken (südlichen) Ufer des Authie, der hier die Grenze zum Département Pas-de-Calais bildet, rund zehn Kilometer östlich von Crécy-en-Ponthieu und 13 Kilometer südlich von Hesdin. Das Gemeindegebiet liegt im Regionalen Naturpark Baie de Somme Picardie Maritime.

## Einwohner
| 1962 | 1968 | 1975 | 1982 | 1990 | 1999 | 2006 | 2011 |
| ---- | ---- | ---- | ---- | ---- | ---- | ---- | ---- |
| 186  | 171  | 135  | 135  | 126  | 129  | 96   | 114  |

## Sehenswürdigkeiten

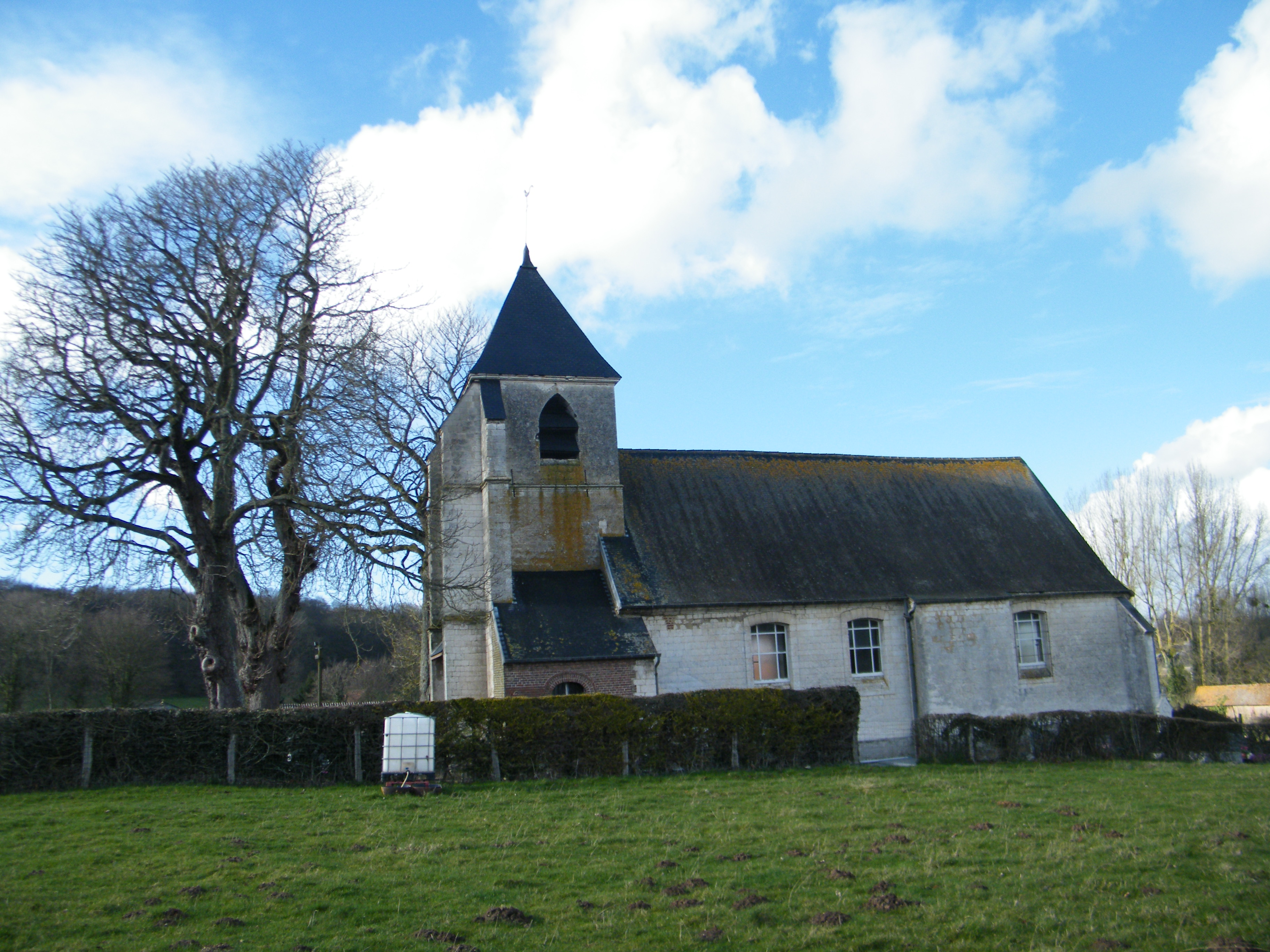
Kirche Sainte-Marguérite

- Kirche Sainte-Marguérite